# Língua cuyonon
Cuyonon é uma língua filipina falada por cerca de 123 mil pessoas no litoral de Palawan, Cuyo (Palawan), Panay nas Filipinas.

## Falantes
Cuyonon foi até recentemente uma língua franca de Palawan, quando o fluxo de migração aumentou muito. 43% da população Palawan por volta do final dos anos 80 falava a língua, mas estudos posteriores mostram diminuição significativa no número de falantes. O Cuyonon é classificado pelo “Summer Institute of Linguistics” como pertencente aos grupos Filipino Central, Visaiano Ocidental, Kuyan. O maior número de falantes vive nas ilhas Cuyo que ficam entre o norte de Palawan e a ilha Panay. 

## Nomes
Apresenta outros nomes locais como Cuyo, Cuyono, Cuyunon, Kuyonon, Kuyunon, é similar à língua ratagnon (quase extinta) falada no oeste de Mindoro). Usa a escrita latina ensinada por missionários.

## Escrita
A língua Cuyonon usa o alfabeto latino sem as letras C, F, J, K, Q, V, X, Z e sem o U;  apresenta a forma Ng e usa os ditongos aa, ae, ai, ao; ea, ia, ie, io, oa, oi;

## Amostras de textos

### Saudações diversas
- Bom dia - Mayad nga timprano
- Boa noite  - Mayad nga gabi
- Como vai você? - Kamosta kaw ren?
- Eu vou bem, e você? - Mayad da, ikaw?
- Estou be pela graça de Deus - Kaloy' Dios mayad da.
- Muito grato - Salamat
- Onde você está indo? - Adin kaw pakon?
- Como vai você? - Anono imong ingboboat?
- Nada de especial. - Ara ra.
- Por favor, entre. - Dayon kamo.
- Não vejo você há muito tempo. - Maboay kita reng ara agkita.

### Algumas expressões
| Cuyonon                | Tagalog              | English             |
| ---------------------- | -------------------- | ------------------- |
| Mayad nga timprano     | Magandang umaga      | Bom dia             |
| Mayad nga ugtong adlaw | Magandang tanghali   | Bom dia (meio dia)  |
| Mayad nga apon         | Magandang hapon      | Boa tarde           |
| Mayad nga serem        | Magandang Takipsilim | Bom crepúsculo      |
| Mayad nga gabi         | Magandang gabi       | Boa noite           |
| Mayad nga adlaw        | Magandang araw       | Boa jornada         |
| Aroman                 | Bukas                | Amanhã              |
| Dominggo               | Linggo               | Semana              |
| Bolan                  | Buwan                | Mês                 |
| Dagon                  | Taon                 | Ano                 |
| Matamang salamat       | Maraming salamat     | Muitíssimo obrigado |
| Inggegegma takaw       | Mahal kita           | Eu amo você         |
| Selag ako kanimo       | Galit ako sayo       | I Eu odeio você     |
| Een                    | Oo                   | Sim                 |
| Beken/Indi             | Hindi                | Não                 |
| Amos                   | Tara na              | Vamos!              |
| Maderep                | Masipag              | Industrioso         |
| Ma-ambeng              | Masaya               | Feliz               |
| Masabor                | Masarap              | Delicioso           |
| Mabaskeg               | Malakas              | Forte               |
| Ambog                  | Mayabang             | Fanfarrão           |
| Kabos                  | Bobo                 | Estúpido            |
| Boang                  | Baliw                | Louco               |
| Bengel                 | Bingi                | Surdo               |
| Maiseg                 | Matapang             | Bravo               |
| Maloway                | Mabagal              | Lento               |
| Tekagan                | Malandi              | Galanteador         |
| Panulay                | Demonyo              | Demônio             |
| Boring                 | Dumi                 | Sujo                |
| Mahuga                 | Mahirap              | Difícil             |
| Adlek                  | Takot                | Medo                |
| Lalaki                 | Lalaki               | Macho               |
| Babai'                 | Babae                | Fêmea               |
| Manong                 | Kuya                 | Irmão mais velho    |
| Manang                 | Ate                  | Irmã mais velha     |
| Matinlo kaw            | Maganda ka           | Você é bonito       |
| Gwapo kaw              | Gwapo ka             | Você é másculo      |
| Lebaan kaw             | Mabait ka            | Você é gentil       |
| Pagamblig              | Mag ingat ka         | Cuide-se            |
| Karawat                | Laro                 | Brincar, Jogar      |
| Tio'                   | Aso                  | Cão                 |
| Koti'                  | Pusa                 | Gato                |
| Ambe                   | Daga                 | Rato                |
| Palamingko'            | Langgam              | Formiga             |
| Kalag                  | Kaluluwa             | Espírito            |
| Aso'                   | Usok                 | Fumaça              |
| Tobig                  | Tubig                | Água                |
| Itas                   | Itaas                | Acima               |
| Idalem                 | Ilalim               | Embaixo             |
| Kwarta                 | Pera                 | Dinheiro            |
| Sinsilyo               | Barya                | Moedas              |
| Merkado                | Palengke             | Mercado             |

| Merkado || Palengke || Mercado
|-
|}

### Oração
Pai Nosso:
Ameng Ama nga dan kaw sa mga langit, imong aran, O Dios, ipataas da enged y ang tanang tao, basi pa madali ka ren da magadi digi kananmen. Kong maoro nga imong kaliagan ingtotoman dian sa langit, kabay nga tomanen da digi sa logta. Tawan mo kami ra'ang ameng pagkaen sa adlaw-adlaw. Patawaden mo kami sa ameng mga naboat nga kasalanan. Pariho' ang kami ingpapatawad amen da ang mga nakaboat y kasalanan kanamen. Indi mo kami ra ipatokso kong indi' iparaye mo kami ki Santanas. Tenged nga ikaw ang Adi, ikaw ang Makagagaen ig ikaw ang Maimayaen sa ara' kataposan. Amin.